# Asplenium diasii
Asplenium diasii är en svartbräkenväxtart som beskrevs av H.Schaef., Rumsey och Rasbach. Asplenium diasii ingår i släktet Asplenium och familjen Aspleniaceae. Inga underarter finns listade.